# Xanthorhoe triangulata
Xanthorhoe triangulata là một loài bướm đêm trong họ Geometridae.